# SARS-CoV-2 B.1.617 계통
B.1.617 계통은 SARS-CoV-2의 계통으로, 코로나19를 유발하는 바이러스이다. Maharashtra 샘플 분석 결과, 2020년 12월에 비해 E484Q와 L452R 돌연변이가 발생한 샘플의 비율이 증가하였다. B.1.617 계통은 PANGO 명칭에 따라 다음과 같은 세 개의 하위 계통이 있다:
- B.1.617.1 (카파 변이)
- B.1.617.2 (델타 변이)
- B.1.617.3, 2021년 1월에 처음 발견됨[3]